# 莱丰特内勒
莱丰特内勒（法語：Les Fontenelles，法語發音：[le fɔ̃tnɛl]）是法国杜省的一个市镇，位于该省东部，属于蓬塔利耶区。

## 地理
莱丰特内勒（47°11'58"N, 6°44'38"E）面积8.38 平方千米，位于法国勃艮第-弗朗什-孔泰大區杜省，该省份为法国东部内陆省份，北起上索恩省，西接汝拉省，东部及东南部与瑞士接壤，东北部与贝尔福地区省接壤。
与莱丰特内勒接壤的市镇（或旧市镇、城区）包括：圣于连莱吕塞、博内塔日。
莱丰特内勒的时区为UTC+01:00、UTC+02:00（夏令时）。

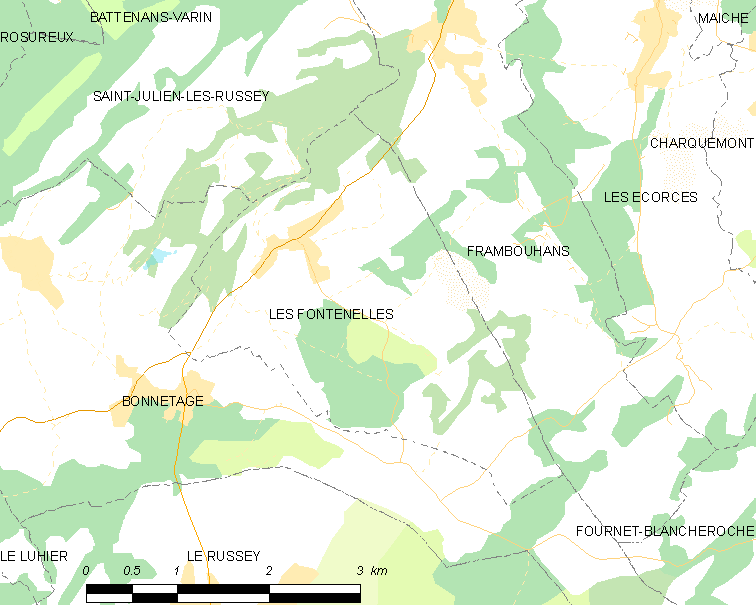
莱丰特内勒的OSM定位图

## 行政
莱丰特内勒的邮政编码为25210，INSEE市镇编码为25248。

## 政治
莱丰特内勒所属的省级选区为莫尔托县。

## 交通
杜省省道D437线经过境内。

## 人口

1962-2008年间莱丰特内勒人口变化图示

莱丰特内勒于2022年1月1日时的人口数量为538人。